# Comme un roman
Comme un roman (Como um Romance, em Portugal e Brasil) é um livro de Daniel Pennac publicado na França em 1992.
A obra, que liderou durante vários meses a lista dos livros mais vendidos em França[carece de fontes?], aborda as preocupações dos pais com a formação dos filhos, os quais registram inaptidão para a leitura.